# Artur Krasiński
Artur Krasiński (Cedynia, 18 juni 1971) is een voormalig wielrenner uit Polen. Hij was actief als beroepsrenner van 1996 tot 2005. 

## Erelijst
1995
- Eindklassement Koers van de Olympische Solidariteit

1999
- 4e etappe Ronde van Polen

2003
- 2e etappe Kalisz-Konin
- Eindklassement Szlakiem Grodòw Piastowskich

2004
- Eindklassement Kalisz-Konin